# 東金市内循環バス
東金市内循環バス（とうがねしないじゅんかんバス）は、千葉県東金市のコミュニティバス。九十九里鉄道が受託している。

## 沿革
- 2001年9月 - 福岡路線運行開始
- 2010年3月1日 - 豊成路線運行開始

## 現行路線

### 福岡路線
- 東金市役所前 → ふれあいセンター → 東金市役所前 → 福俵 → 上谷北 → 上谷南区前 → 東中島 → 小沼田 → 小沼田工業団地 → 東中島 → 上谷北 → 福俵 → 東金市役所前 → ふれあいセンター → 東金市役所前
- 上谷北→福俵→東金市役所前

休日・年末年始運休。

東金市役所前は東金駅東口（駅舎裏手）近く。

### 豊成路線
- 東金市役所前 → ふれあいセンター → 求名駅入口 → 豊成公民館 → 薄島 → 殿廻 → 豊成公民館 → 下武射田 → 上武射田 → 求名駅入口 → 城西国際大学入口 → ふれあいセンター （※土曜日の始発便は通過し、第二便～最終便のみ停車）→ 東金市役所前

休日・年末年始運休。

## 運賃
- 大人（高校生以上） 300円、小中学生 100円
- 障害者手帳を所持している者は小中学生料金が適用される。